# 高柳金芳
高柳 金芳（たかやなぎ かねよし、1910年 - 1985年5月）は、在野の歴史家、江戸時代研究家。
埼玉県川越市生まれ。1931年明治大学政治経済学部卒業。会社生活のかたわら、江戸時代史に関する研究と執筆を続ける。

## 著書
- 『江戸城大奥の生活』雄山閣 1965
- 『江戸時代御家人の生活』雄山閣出版 1966
- 『江戸時代非人の生活』雄山閣出版 生活史叢書 1971
- 『江戸時代部落民の生活』雄山閣出版 生活史叢書 1971
- 『幕末の大奥』雄山閣歴史選書 1974
- 『非人溜 溜預けの制度を中心として』同信舎 江戸時代下層民生活シリーズ 1978
- 『江戸時代被差別身分層の生活史』明石書店 1979
- 『図説江戸の下級武士』柏書房 1980
- 『乞胸と江戸の大道芸』柏書房 1981
- 『江戸の大道芸』柏書房 1982
- 『隅田川と江戸庶民の生活』国鉄厚生事業協会 弥生叢書 1984
- 『大奥の秘事』雄山閣 江戸時代選書 2003　のち光文社知恵の森文庫
- 『御家人の私生活』雄山閣 江戸時代選書 2003
- 『徳川妻妾記』雄山閣 江戸時代選書 2003

### 校注
- 『史料徳川夫人伝』校注 人物往来社 1967
- 小野清『史料徳川幕府の制度』校注 人物往来社 1968

## 注
1. ↑  『大奥の秘事』著者紹介